# Citation Star
Ne doit pas être confondu avec Service star, Silver Star ou 5/16 inch star.

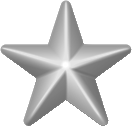
Army Citation Star (3/16")

La Citation Star était une décoration du ministère de la Guerre pour bravoure personnelle, décernée sous forme de ruban et créée par le Congrès des États-Unis le 9 juillet 1918 (Bulletin No. 43, War Dept. 1918). Lorsqu'elle était décernée, une étoile d'argent de 3⁄16 pouces (4,8 mm) était placée sur le ruban de suspension et le ruban de service de la World War I Victory Medal (médaille de la Victoire) de la Première Guerre mondiale pour indiquer qu'une Citation (certificat) pour " bravoure au combat " avait été décernée à un soldat, ou à un Marine ou (Navy corpsman) attaché à la 2e division d'infanterie (2nd Infantry Division) de l'armée de terre américaine (US Army), des forces expéditionnaires américaines (American Expeditionary Forces). La Citation Star a été remplacée en 1932 par la Silver Star Medal.

## Autorisation
Pour recevoir une Citation Star, un individu doit être officiellement cité dans les ordres par un numéro d'ordre général (General Order Number). La Citation Star est autorisée rétroactivement pour indiquer que l'individu a été cité pour bravoure au combat depuis la guerre de Sécession. Le général Henry Jervey, du bureau du chef d'état-major, a écrit dans une lettre datée du 26 février 1926 :
Le secrétaire à la Guerre ordonne ce qui suit - Voici la version modifiée du paragraphe 187 du règlement de l'armée : "Pas plus d'une Medal of Honor (médaille d'honneur), d'une Distinguished Service Cross (croix du service distingué) ou d'une Distinguished Service Medal (médaille du service distingué) ne sera décernée à une personne, mais pour chaque acte successif ou suffisant pour justifier l'attribution d'une médaille d'honneur, d'une croix du service distingué ou d'une médaille du service distingué, respectivement, une grappe de feuilles de chêne en bronze sera décernée à la place de la médaille d'honneur ; et pour chaque citation d'un officier ou d'un simple soldat pour bravoure au combat, publiée dans les ordres du quartier général d'une force commandée par un officier général, ne justifiant pas l'attribution d'une Medal of Honor, d'une Distinguished Service Cross ou d'une Distinguished Service Medal, il portera une étoile d'argent de 3⁄16 pouces de diamètre, telle que prescrite dans les Uniform Regulations. "
Le règlement 600-40 de l'armée précise que la "Citation Star" se porte au-dessus d'une campaign clasp (agrafe de campagne) sur le ruban de suspension de la médaille et à la droite des étoiles de service en bronze sur le ruban de service. Les étoiles de citation de l'US Army autorisées peuvent être portées sur les médailles de service suivantes :
- World War I Victory Medal
- Civil War Campaign Medal
- Indian Campaign Medal
- Spanish Campaign Medal
- Philippine Campaign Medal
- China Campaign Medal
- Mexican Service Medal

## Silver Star Medal

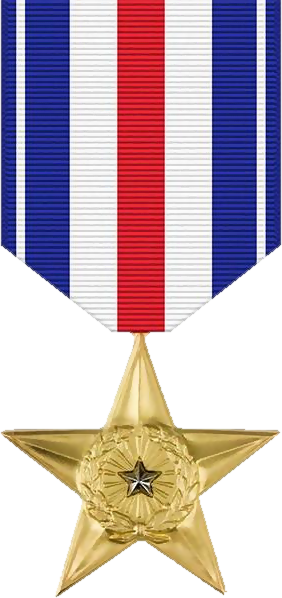
Silver Star Medal

Le 19 juillet 1932, le secrétaire à la Guerre des États-Unis a approuvé la Silver Star Medal pour remplacer la Citation Star (3⁄16 inch "Silver Star"). La Silver Star Medal est une grande étoile en bronze doré qui présente une Silver Star de 3⁄16" au centre de la médaille, suspendue à un ruban rouge, blanc et bleu. Les récipiendaires de la Citation Star pouvaient l'échanger contre la médaille. En août 1932, Douglas MacArthur a reçu la première médaille Silver Star, avec une feuille de chêne en argent et une  feuille de chêne en bronze converties à partir des sept Citation Stars qu'il avait reçues pour la Première Guerre mondiale.
Un acte du Congrès a autorisé la remise de la médaille Silver Star à la marine (US Navy) le 7 août et à l'armée de terre (US Army) le 16 décembre 1942 pendant la Seconde Guerre mondiale (avec effet rétroactif au 7 décembre 1941). L'US Army a appelé cette récompense "Silver Star" et l'US Navy "Silver Star Medal". Les autres distinctions décernées par la marine sont désignées par des étoiles dorées et argentées de 5⁄16". Le ministère de la Défense (Department of Defense - DoD) désigne cette décoration sous le nom de "Silver Star Medal" (SSM).
Pendant la Seconde Guerre mondiale également, une "service star" (étoile de service) argentée de 3⁄16 pouces a commencé à être portée sur certaines médailles à la place des cinq étoiles de service en bronze de 3⁄16 pouces.

## Navy Commendation Star

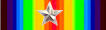
Ruban de la médaille de la Victoire de la Première Guerre mondiale avec une Navy Commendation Star (étoile de citation de la marine)

Le ministère de la Marine a également autorisé l'attribution d'une "étoile d'argent" de 3⁄16 pouces appelée "Navy Commendation Star" (étoile de la lettre de recommandation de la Marine) pour les marins et les Marines félicités pour leurs performances par le secrétaire à la Marine, qui devait également être placée sur la Médaille de la Victoire de la Première Guerre mondiale pour chaque citation. Les Silver Stars de l'armée et de la marine n'étaient toutefois pas considérées comme des récompenses équivalentes, car la Navy Commendation Star ne pouvait pas être échangée contre la Silver Star Medal.
Au début de la Seconde Guerre mondiale, la Navy Commendation Star a été déclarée obsolète et aucune n'a été décernée après 1941. En 1943, la création d'un Navy Commendation Ribbon (ruban de citation à l'ordre de la marine) a été autorisée. Dans les années 1950, le ministère de la marine a commencé à accepter les demandes d'anciens combattants de la Première Guerre mondiale remplissant les conditions requises et ayant reçu l'étoile de citation à l'ordre de la marine, afin qu'ils reçoivent à nouveau le Navy Commendation Ribbon with Metal Pendant (ruban de citation à l'ordre de la marine avec pendentif en métal). En 1960 et 1994, cette décoration a été rebaptisée Navy Commendation Medal et Navy and Marine Corps Commendation Medal. Les récompenses supplémentaires de cette médaille sont également indiquées par des étoiles de 5⁄16" en or et en argent.

## Source
- (en) Cet article est partiellement ou en totalité issu de l’article de Wikipédia en anglais intitulé « Citation Star » (voir la liste des auteurs).